# Capitano (calcio)

Giacinto Facchetti solleva il trofeo del come capitano dell'; al braccio si nota la fascia che contrassegna il ruolo

Il capitano di una squadra di calcio è generalmente il giocatore più rappresentativo della squadra, anche se ogni società è libera di adottare criteri specifici per l'assegnazione di tale ruolo; ad esempio gli anni di militanza nel club, il numero di presenze o significative qualità morali o di rappresentanza.
Il capitano veste come simbolo identificativo una fascia al braccio, di colore diverso da quello della maglia di gioco.

## Responsabilità
Il capitano «durante la gara è l'unico ad avere facoltà di interpellare l'arbitro, in forma corretta e a gioco fermo, per chiedere chiarimenti in merito alle decisioni assunte e per formulare eventuali riserve». Altre funzioni ufficiali delle quali è investito sono quelle di partecipare al sorteggio iniziale per stabilire quale squadra sceglierà la porta e quale batterà il calcio d'inizio della partita, e di partecipare, eventualmente, al sorteggio dopo i tempi supplementari per decidere chi sarà la prima squadra a battere i tiri di rigore.
Può succedere che, nel corso dell'incontro, un arbitro parli a uno o entrambi i capitani a titolo di avvertimento affinché, ad esempio, questi richiamino i loro compagni a una maggiore disciplina in campo, ma si tratta di circostanze determinate essenzialmente dallo stile di direzione della singola giacchetta nera; così come può darsi che in presenza di circostanze eccezionali — come potenziali turbative all'ordine pubblico sugli spalti — il direttore di gara si consulti informalmente con i capitani per valutare se sia il caso di interrompere o sospendere il gioco, sempre fermo restando che è l'arbitro a decidere senza esser tenuto a prendere in considerazione pareri avversi a quanto da lui stabilito. Nel calcio giovanile o dilettantistico il capitano può anche svolgere le funzioni di allenatore, quindi decide dal campo le sostituzioni, sempre nel rispetto dei regolamenti vigenti.

Kevin Keegan e Dino Zoff, i due capitani di e Italia al, prendono parte al sorteggio iniziale per stabilire quale squadra sceglierà la propria metà campo e batterà il calcio d'inizio

Sul terreno di gioco il capitano diventa uno dei collaboratori in gioco del direttore di gara; infatti a questi l'arbitro si può rivolgere per spiegare (nel caso ce ne fosse bisogno) una decisione, ed è sempre il capitano l'unico giocatore della squadra autorizzato a chiedere spiegazioni, in modo corretto e civile, all'arbitro. Nel caso di un provvedimento disciplinare nei confronti di un proprio compagno di squadra il capitano deve rendersi utile a farlo accettare, come ad esempio per quanto riguarda un'espulsione con giocatore che reitera il proprio comportamento scorretto, il capitano deve fare in modo che il compagno abbandoni il terreno di gioco. Nel caso in cui il capitano si dimostrasse solidale con il compagno di squadra e dovesse attaccare verbalmente l'arbitro, proprio per il ruolo che riveste può essere espulso anch'egli. Eventuali infrazioni nell'adempiere alle funzioni di capitano comportano una sanzione aggravata rispetto alla norma.
Non necessariamente il capitano di una squadra è il giocatore più talentuoso o rappresentativo in termini di classe e tecnica. In genere la scelta del capitano ricade su quel giocatore che abbia autocontrollo e autodisciplina, sia sintonizzato con l'allenatore per poter trasmettere celermente le sue indicazioni ai compagni in campo e sappia trattare con l'arbitro. Non ultimo, il capitano dovrebbe anche avere un buon rapporto con i tifosi e saper aiutare i giocatori nuovi arrivati a inserirsi nella squadra. Questo giustifica il criterio d'anzianità come dirimente per la scelta del capitano. 
Normalmente ogni squadra a inizio stagione designa anche un vicecapitano (che possono essere anche più di uno) che assume le funzioni di capitano in tutti quei casi (espulsioni, squalifiche, infortuni, sostituzioni) in cui il capitano non possa essere presente sul terreno di gioco. Durante una gara sul terreno di gioco deve essere sempre presente un capitano per ogni squadra; se il capitano (o il vice) dovesse essere sostituito o espulso, al momento della sua uscita dal terreno di gioco deve essere prontamente nominato un nuovo capitano o un nuovo vice (nel caso uscisse il capitano, la fascia passerebbe al vice, e quindi andrebbe nominato anche un nuovo vicecapitano).